# Bisgoeppertia scandens
Bisgoeppertia scandens là một loài thực vật có hoa trong họ Long đởm. Loài này được (Spreng.) Urb. mô tả khoa học đầu tiên năm 1913.